# Matthiola afghanica
Matthiola afghanica är en korsblommig växtart som beskrevs av Karl Heinz Rechinger och Mogens Engell Köie. Matthiola afghanica ingår i släktet lövkojor, och familjen korsblommiga växter. Inga underarter finns listade i Catalogue of Life.